# Hans Lindner
Hans Lindner (Gaisberg, 1963 - Matrei, 16 de diciembre de 1999) fue un piloto de motociclismo austríaco que compitió en el Campeonato del Mundo de Motociclismo entre 1985 y 1988.

## Biografía
Proveniente de una familia de agricultores en Gaisberg, se graduó de la academia comercial en Salzburgo pero, ya en esos tiempos, estaba muy interesado en las carreras de motos. Desde 1982, Lindner comienza a competir carreras en diferentes categorías, primero en la Copa SACHS de 125 cc, y posteriormente en la Copa Honda. Tuvo mucho éxito en ambas clases de carreras, por lo que logró obtener una máquina de 250cc para el Mundial.
Su primera aparición exitosa fue en el Gran Premio de Austria, donde obtuvo el sexto lugar y cinco puntos en la clasificación de 250cc. En el resto de Grandes Premios de la temporada, no consigue entrar en zona de puntos. En 1986, se centra el Campeonato Europeo de Motociclismo en la que se proclamó campeón con dos victorias (Checoslovaquia y España). También haría incursiones en el Mundial, aunque solo conseugiría puntuar en el Gran Premio de Bélgica. En los siguientes dos años, se centraría en el Mundial con escaso éxitoː tan solo puntuaría en el Gran Premio de Francia de 1987.
Hans Lindner, que también era un excelente esquiador, murió el 15 de diciembre de 1999 a causa de una avalancha en Matrei, en el Tirol Oriental.

## Resultados

### Campeonato del Mundo de Motociclismo

#### Carreras por año
Sistema de puntos desde 1969 a 1987:
| Posición | 1.º | 2.º | 3.º | 4.º | 5.º | 6.º | 7.º | 8.º | 9.º | 10.º |
| Puntos   | 15  | 12  | 10  | 8   | 6   | 5   | 4   | 3   | 2   | 1    |

Sistema de puntos desde 1988 a 1992:
| Posición | 1.º | 2.º | 3.º | 4.º | 5.º | 6.º | 7.º | 8.º | 9.º | 10.º | 11.º | 12.º | 13.º | 14.º | 15.º |
| Puntos   | 20  | 17  | 15  | 13  | 11  | 10  | 9   | 8   | 7   | 6    | 5    | 4    | 3    | 2    | 1    |

(Carreras en negrita indica pole position, carreras en cursiva indica vuelta rápida)
| Año  | Clase | Equipo     | Moto  | 1      | 2       | 3       | 4       | 5       | 6       | 7       | 8      | 9      | 10     | 11      | 12      | 13      | 14    | Pts. | Pos. |
| ---- | ----- | ---------- | ----- | ------ | ------- | ------- | ------- | ------- | ------- | ------- | ------ | ------ | ------ | ------- | ------- | ------- | ----- | ---- | ---- |
| 1985 | 250cc | Rotax      | RSA - | ESP -  | GER 30  | NAT -   | AUT 6   | YUG Ret | NED 15  | BEL Ret | FRA -  | GBR -  | SWE -  | RSM -   |         |         |       | 5    | 23.º |
| 1986 | 250cc | Rotax      | SPA - | NAT 12 | GER 26  | AUT Ret | YUG 18  | NED 14  | BEL 10  | FRA 14  | GBR -  | SWE -  | RSM -  |         |         |         |       | 1    | 24.º |
| 1987 | 250cc | Honda      | JPN - | SPA -  | GER 11  | NAT 13  | AUT 12  | YUG 15  | NED 16  | FRA 6   | GBR 21 | SWE 15 | CZE 15 | RSM DNQ | POR -   | BRA -   | ARG - | 5    | 21.º |
| 1988 | 250cc | Fior Honda | JPN - | USA -  | ESP DNQ | EXP Ret | NAT DNQ | GER 19  | AUT Ret | NED DNQ | BEL -  | YUG 23 | FRA -  | GBR 25  | SWE Ret | CZE Ret | BRA - | 0    | -    |